# Mantova (tỉnh)
Tỉnh Mantova (Tiếng Ý: Provincia di Mantova) là một tỉnh ở vùng Lombardy của Ý. Tỉnh lỵ là thành phố Mantova.

## Đô thị
Tỉnh này có 70 đô thị (danh từ số ít tiếng Ý: comune), từ Viadana, với diện tích 102,19 km² đến Mariana Mantovana với diện tích 8,81 km².
Các đô thị chính xếp theo dân số là:
| Đô thị                     | Dân số |
| -------------------------- | ------ |
| Mantova                    | 48.023 |
| Castiglione delle Stiviere | 20.296 |
| Suzzara                    | 18.643 |
| Viadana                    | 17.804 |
| Porto Mantovano            | 15.612 |
| Curtatone                  | 13.033 |
| Castel Goffredo            | 10.774 |
| Virgilio                   | 10.533 |
| Goito                      | 9.961  |
| Asola                      | 9.682  |
| Gonzaga                    | 8.652  |
| San Giorgio di Mantova     | 8.275  |
| Roverbella                 | 8.056  |
| San Benedetto Po           | 7.600  |
| Marmirolo                  | 7.399  |
| Marcaria                   | 7.048  |
| Ostiglia                   | 7.046  |
| Volta Mantovana            | 6.956  |
| Pegognaga                  | 6.893  |
| Roncoferraro               | 6.859  |
| Sermide                    | 6.518  |
| Poggio Rusco               | 6.432  |
| Quistello                  | 5.864  |
| Moglia                     | 5.843  |
| Bagnolo San Vito           | 5.549  |
| Guidizzolo                 | 5.515  |
| Rodigo                     | 5.180  |